# Abraxas interpunctata
Abraxas interpunctata är en fjärilsart som beskrevs av W. Warren 1905. Abraxas interpunctata ingår i släktet Abraxas och familjen mätare. Inga underarter finns listade i Catalogue of Life.